# Outlet Premium Fortaleza
O Outlet Premium Fortaleza é um centro de compras no estilo outlet, localizado no bairro Toco, Distrito de Jurema, no município de Caucaia, estado do Ceará, Brasil, sendo o único do segmento no estado.
É considerado o maior outlet do Nordeste e integra a maior e mais conhecida rede de outlets do Brasil, administrada pela General Shopping e Outlets do Brasil. A unidade é a quinta da companhia no país.

## Histórico

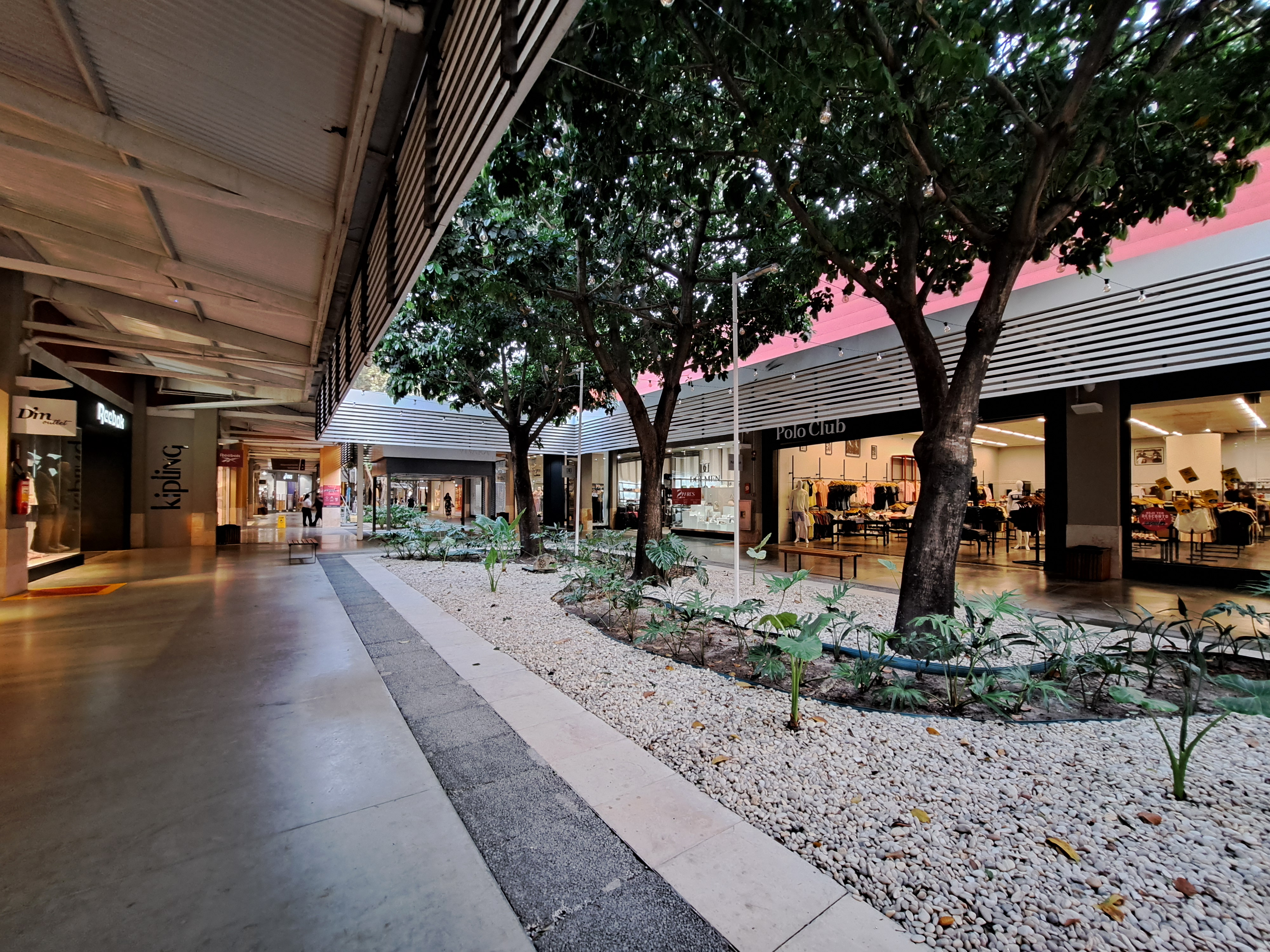
Corredor do Outlet Premium Fortaleza.

O empreendimento foi inaugurado no dia 5 de novembro de 2014, com o nome de Outlet Fashion Fortaleza (OFF), sendo o primeiro outlet do Ceará no modelo internacional. Com investimento de R$ 80 milhões e área de aproximadamente 200 mil metros quadrados, o centro de compras chegou com espaço para 90 lojas de marcas nacionais e internacionais e com a promessa de produtos comercializados com descontos a partir de 30% durante o ano inteiro.

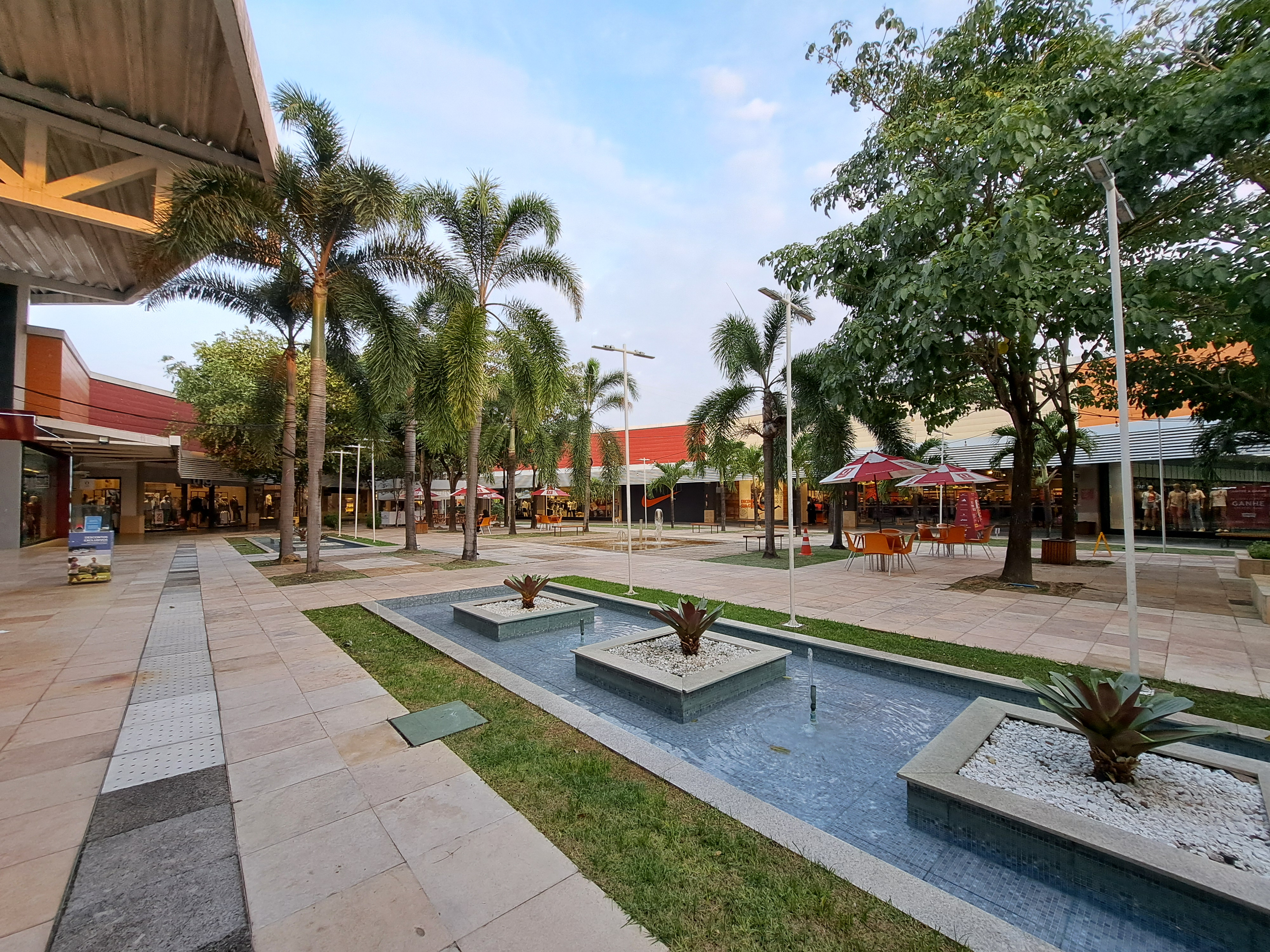
Área localizada em frente a praça de alimentação do empreendimento.

Em dezembro de 2018 o Outlet Fashion Fortaleza (OFF) foi adquirido pelo grupo paulista General Shopping e Outlets do Brasil, sendo renomeado no ano seguinte para sua atual denominação, Outlet Premium Fortaleza.
Em setembro de 2020 o centro de compras adicionou ao seu mix de lojas a primeira loja da Adidas em formato outlet do Ceará, diversificando as opções do segmento de esportes.

## Características
O empreendimento fica localizado entre as rodovias BR-020, BR-222 e o 4º Anel Viário, no município de Caucaia, segundo município mais populoso do estado do Ceará, pertencente a Região Metropolitana de Fortaleza (RMF).

O local tem uma área total de 200 mil metros quadrados, com capacidade para 90 lojas, 1.300 vagas de estacionamento e uma praça de alimentação climatizada. Foi projetado para uma expectativa de 4 milhões de visitantes por ano. Entre as marcas presentes estão: Adidas, Nike, Calvin Klein, Lacoste, Oakley, Richards, Salinas, Ellus, Kipling, M.Martan, Le Lis Blanc, Bo.Bô, John John, Noir, Cacau Show, Rosamango, Handara, Asics, TNG, Maresia, Arezzo e Schutz.